# Орденская монета
Орденская монета
- монета рыцарского ордена (например, монеты Тевтонского рыцарского ордена конца с конца 13 в. и до 1525 года);

- монета, которая отчеканена по случаю основания какого-либо ордена или торжества, связанного с его основанием; иногда торжества связаны с награждением орденом какого-либо правителя (например, прусская орденская монета Фридриха I (1701-1713) с цепью ордена Чёрного орла);

- известны также Байхтлингский орденский талер, талер ордена Подвязки и монеты с изображением ордена Золотого руна;

- в настоящее время многими монетными дворами мира чеканятся серии памятных монет с изображением государственных наград предназначенные для коллекционеров-нумизматов.